# Santiago Elordi
Santiago Elordi (Santiago de Chile, 14 de diciembre de 1960) es un escritor, documentalista y activista de arte social perteneciente a la generación de los 80 en Chile (también denominada Generación Apagada). Fundó la revista Noreste, la vida peligrosa, un periódico de entrevistas y noticias inventadas que durante la represiva dictadura militar en Chile fue una alternativa cultural para toda una generación.

## Reseña biográfica
Hijo de Santiago Elordi Corrales y Margarita Mena Cisternas. Su abuelo paterno fue un marino vasco que se radicó en Valparaíso después de huir de la guerra civil española. Por lado materno, desciende de Pedro de Cisternas, conquistador valenciano que entró a Chile con Pedro de Valdivia (1540) y fundó la ciudad de La Serena, en Chile.
Cursó estudios escolares en el colegio San Ignacio, de los jesuitas. Terminado el colegio decidió no cursar estudios universitarios, así que influido por los libros de viaje de Bruce Chatwin, la generación Beat, Javier Reverte y las cartas de Alexandra David Néel, entre otros, durante diez años estuvo viajando sin rumbo fijo por Chile y toda América Latina. Sus notas de viaje, veinte años después, serán la base de la novela La Panamericana.
Es pareja de la pintora escocesa, Kate Macdonald, con la que ha realizado documentales. Entre ellos se encuentra Punto Z, un recorrido de 4.000 km por el Estado de Mato Grosso, Brasil, durante el cual siguieron la ruta del explorador Fawcett, que en 1929 se perdió en una expedición con su hijo Jack.
Ha tenido una vida errante. Se ha ganado la vida como nochero de hotel, jardinero, editor, diplomático y escritor.
Es padre de Ileana Diótima Elordi del Villar, escritora; Gerónimo Elordi Lamarca, periodista; y Flora y Lucas Jack Finn Elordi McDonald.

## Proyectos de poesía aplicada

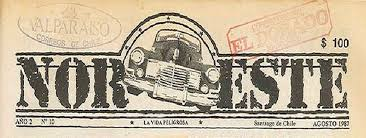
Logotipo de la revista Noreste, la vida peligrosa.

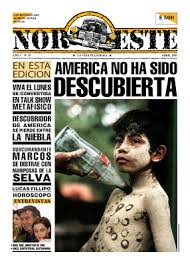
Portada de la revista Noreste, la vida peligrosa.

### Noreste, la vida peligrosa
En 1985 crea Noreste, la vida peligrosa, junto al escritor y médico Beltrán Mena. El subtítulo se extrajo de un poema de Blaise Cendrars, “Elogio a la vida peligrosa”. Su logo lo constituía un Cadillac de los años cincuenta.
Se trataba de una publicación de ficción literaria y parodia periodística, que se presentó formato de diario y ofrecía como noticias de actualidad la peste medieval, el tercer viaje de Marco Polo a China o crónicas distópicas de vampiros. Contaba con secciones de moda, cine y horóscopos, todas ellas redactadas por escritores. Incluía también, por ejemplo, avisos económicos ilustrados por diseñadores. Entre estos artículos, también se publicaban entrevistas reales a prostitutas, camioneros provenientes del Sáhara y filósofos, científicos o escritores como Jorge Teillier, Nicanor Parra y Allen Ginsberg.

### Colectivo Visual Public Service (VPS)
En 2012 crea, junto al artista visual José Délano, el colectivo de intervenciones públicas Visual Public Service (VPS).
Una frase mueve las acciones del colectivo VPS: «el arte puede estar en todas partes». Indica que el arte no es solo expresión consciente de la creatividad individual ni tampoco representaciones en espacios especializados, sino también la expresión espontánea de una comunidad.
Desde su creación, el colectivo VPS ha realizado diversas intervenciones con distintas comunidades. En 2013, en Venecia (Italia), llevaron a cabo una intervención denominada "Ventanas": convirtieron tiendas de comerciantes de la calle Garibaldi en galerías de arte, con la ayuda y la participación de la comunidad local. También estuvieron en Valparaíso, después de que la ciudad sufriera un trágico incendio en 2014. Para este acto, contaron con la participación de las juntas de vecinos. Se realizaron distintas proyecciones sobre los cerros y el puerto de la ciudad. En 2016, en Berlín (Alemania) realizaron una serie de intervenciones llamadas “Newcomers”, con la participación distintas comunidades de refugiados sirios.

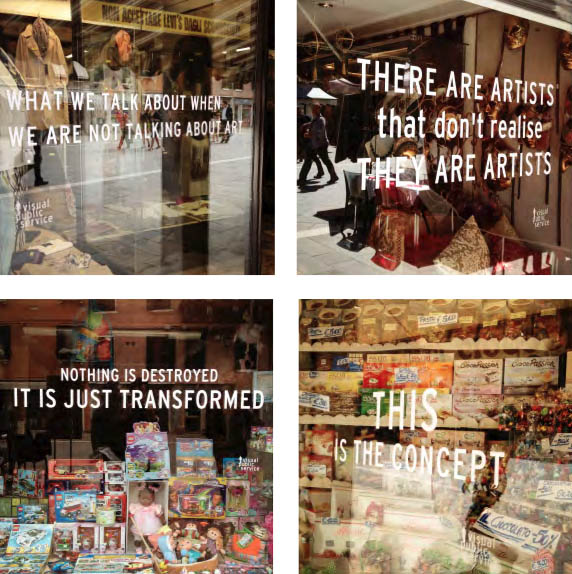
Así lucían los escaparates de los establecimientos de barrio que colaboraron con el colectivo VPS en la intervención artística de Venecia.

Una fuerte de influencia para VPS es el movimiento contracultural Fluxus.

## Literatura y política
Su trabajo creativo demuestra un abierto rechazo a cualquier tipo de ideas binarias y sistemas totalitarios, ya sean representados por poderes religiosos, culturales o políticos. Cree en la literatura como una alternativa necesaria de reflexión ante la actual ideología tecnológica, el control de los datos y la globalización económica y cultural. Elordi se adhiere a paradigmas fractales de pensamiento y acción y ha declarado que ningún modelo social o político es bueno por sí mismo si no es implementado por personas virtuosas.
En el compromiso político, se identifica con un tipo de anarquismo pacífico y libertario en la línea del escritor Henry David Thoreau, la cual explica en detalle en sus ensayos La desobediencia civil y Walden.

## Obra
Su escritura aborda temas como el viaje geográfico, el problema del mal en realidades distópicas o el humor ante dogmatismos redentores. Tanto su poesía, narrativa, documentales e intervenciones de arte demuestran con énfasis la no frontera de géneros, pues siempre se explora la posibilidad del arte como una manera de vivir.

Sobre su escritura, el poeta, ensayista y editor Marcelo Rioseco ha escrito:
[…] Elordi se enmarca en nuestra tradición con un pie adelante, mirando a ese futuro reinventado por una neo vanguardia que volvió a recordarnos que todo era posible, y con otro atrás, sostenido por la tensión de tradiciones literaria significativas en la historia de la poesía en lengua española.

### La Panamericana
La Panamericana es una novela de viaje iniciático (bildungsroman) que se sitúa entra la fábula y el realismo negro. Cuenta las aventuras y desaparición de unos viajeros sin rumbo enfrentados a un presente distópico. De reminiscencia épica, narra un viaje emprendido desde Río Grande a Tierra del Fuego, en una parodia de road movie donde confluyen las ancestrales mitologías precolombinas con el presente social latinoamericano.

Con respecto a esta novela, el escritor español José Joaquín Bermúdez ha señalado que:
[...] Puede leerse como autobiografía, cuaderno de viajes, prosa poética, libro de búsqueda espiritual [...]

### Seven
Seven es una novela tragicómica que cuenta la relación sentimental, de poder, abuso y dominación entre un viejo publicista británico y una joven artista visual camboyana. Ambientada en Shanghái, desarrolla la tesis de que en un mundo globalizado vivimos simultáneamente dentro y fuera del sistema, donde las identidades individuales se pierden en la búsqueda de centros concéntricos que han desaparecido definitivamente.

La crítica literaria Ascensión Rivas de El Cultural ha reseñado que:
Es una novela en la que se refleja el mundo actual, cibernético, materialista y de espaldas al individuo.

### Los ingleses de Sudamérica
Los ingleses de Sudamérica es un poemario que trata de dibujar la identidad cultural de Chile. Se trata de una publicación ecléctica donde se abordan distintas formas de escribir poesía; por ejemplo, en ella puede leerse una carta satírica a la actual reina de Inglaterra.

Patrizia Spinato, investigadora de literatura hispanoamericana de la Universidad de Boloña, comenta al respecto de este libro que está:
[...] Libre de moverse más allá de las escuelas políticas y literarias, más allá de los límites geográficos y culturales.

## Obra literaria por géneros

### Novela
- La Caravana (editada en Chile por Dolmen, en 1995; editada en España por Libertarias, en 2000; editada en Francia por L’Harmattan, en 2003).
- Seven (editada en España por La Huerta Grande, en 2016).
- La Panamericana (editada en España por La Huerta Grande, en 2019).

### Cuento
- Kris Kolombino (editado en Chile por Vansa, en 1986).
- Cambio y Fuera (editado en Chile por Hachette, Chile, en 1993).

### Poesía
- Salto Mortal (editado en Chile por Siglo XX1, en 1984).
- Poemas de Viaje, Poemas de Amor (editado en Chile por Cuarto Propio, en 2005).
- Los ingleses de Sudamérica (editado y reeditado en Chile por Uqbar, en 2008, 2009, 2012 y 2015; editado en Italia por Elliot, en 2016).
- La Balada de Candy Lips (editado en Chile por Pequeño Dios editores, en 2010).

### Periódico y revistas
- De nada sirve. Revista de arte. Editor, Santiago, Chile, 1983.
- Noreste, la vida peligrosa. Editor, autor. Chile, 1985-2000.
- El Corazón. Revista de arte. Editor, Santiago, Chile, 1991-1992-1993.

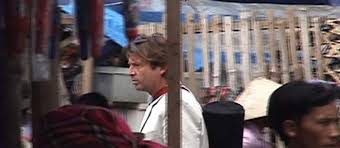
Santiago Elordi en el documental Bread, Sweat & Dust.

### Documentales
- Ni por mar ni por tierra. Chile; 1997.
- Punto Z. Brasil; 2008.[13]
- Pan, sudor y polvo. Inglaterra-Vietnam-Camboya-Cuba; 2006.
- Ni adentro ni afuera. Nueva York; 2009. Guion de Santiago Elordi.[14]
- Mapocho. Chile; 2015.

## Premios literarios
- Segundo premio del Concurso Nacional de Poesía Joven Pablo y Gabriela, organizado por el diario La Tercera y la Corporación Arrau.
- Premio del Consejo Nacional del Libro 2007 a la mejor obra de poesía por Los ingleses de Sudamérica.